# Arnøya
Arnøya är en ö i Skjervøy kommun i Troms fylke i norra Norge. Ön är belägen norr om fjorden Lyngen och omfattar 269,34 kvadratkilometer. 1920 hade ön 765 bofasta, 2021 hade antalet minskat till 295.